# Veronica Forrest-Thomson
Veronica Forrest-Thomson, född 28 november 1947 i Malajiska unionen, död 26 april 1975, var en skotsk poet och kritisk teoretiker.

## Biografi
Veronica Forrest-Thomson föddes i Malajiska unionen år 1947 och växte upp i Skottland. Hennes äldre bror Miles föddes 1939. År 1971 avlade hon doktorsexamen vid Girton College, Cambridge med avhandlingen Poetry as Knowledge: The Use of Science by Twentieth-Century Poets. Vid Cambridge blev hon vän med bland annat poeterna Wendy Mulford och Denise Riley.
Hennes verk Poetic Artifice, som bygger på hennes avhandling, väckte särskilt uppseende. 
Hon dog av en överdos av sömntabletter och alkohol.